# Teofilo Rossi
Pour les articles homonymes, voir Rossi.
Teofilo Rossi di Montelera (Chieri, 27 octobre 1865 - Turin, 29 décembre 1927) est un homme politique et un homme d'affaires italien. Il est ministre de l'industrie et du commerce, Sénateur du royaume et maire de Turin. Pendant son union, par décret royal du 27 avril 1911, il est nommé comte de Montelera par Vittorio Emanuele III à l'occasion de l'inauguration de l'Exposition internationale de Turin, lors du cinquantième anniversaire de l'unification de l'Italie.

## Biographie
Fils de Luigi Rossi et de Marianna Barberis, il est associé à la société de vins et de vermouths Martini & Rossi, fondée en 1847. Après avoir obtenu son diplôme de droit à l'université de Turin en 1886, il se consacre à l'administration de l'entreprise et de la fortune familiale.
Élu député du Royaume en 1897 lors de la XXe législature, il est reconduit pour trois autres. En avril 1909, il devient sous-secrétaire des Postes dans le troisième gouvernement Giolitti. Toujours en 1909, il est nommé sénateur du Royaume et, la même année, devient maire (Sindaco) de Turin, poste qu'il occupe jusqu'en 1917.
Il est membre de la franc-maçonnerie.
Il devient ministre de l'Industrie et du Commerce dans le premier et deuxieme gouvernement Facta, après la Marche sur Rome, il se range du côté des fascistes et occupe ce poste également avec le gouvernement Mussolini jusqu'au 5 juillet 1923, date à laquelle son département est supprimé et intégré au ministère de l'Économie nationale.
Pionnier et ardent défenseur de l'automobile, il est élu à la présidence du RACI le 19 mai 1921, occupant la fonction effective jusqu'au 31 décembre 1925 et une fonction honorifique jusqu'à sa mort.
Il est surnommé "Aria ai monti", du nom d'un sketch populaire du Turin du début du XXe siècle, incarné par un vieux vagabond amateur de décorations et d'uniformes voyants. Antonio Gramsci en a donné un portrait dans Avanti! en 1917, à l'occasion de la fin de son mandat de maire de Turin, le qualifiant de concentré des "caractéristiques négatives de toute une époque de crise et de corruption".

## Décorations honorifiques

### Décorations italiennes
- Chevalier de Grand-croix décoré du Grand Cordon de l'Ordre des Saints-Maurice-et-Lazare
 - Chevalier de Grand-croix décoré du Grand Cordon de l'Ordre de la Couronne d'Italie

### Décorations étrangères
- Chevalier de Grand-croix de l'Ordre national de la Légion d'honneur (France)
 - Bailli de Grand-croix d'honneur et de dévotion de l'ordre souverain de Malte

## Œuvres
- (it) Teofilo Rossi di Montelera, Per una futura storia di Torino, 1913.
- (it) Teofilo Rossi di Montelera, Storia di Torino, 1914.
- (it) Carlo Pio De Magistris, Teofilo Rossi di Montelera, Società Tipografica Monregalese, Rivoluzione piemontese del 1821. 1, 1927.
- (it) Carlo Pio De Magistris, Teofilo Rossi di Montelera, Società Tipografica Monregalese, Rivoluzione piemontese del 1821. 2, 1927.